# آندرس اولیوا
آندرس اولیوا (اسپانیایی: Andrés Oliva‎؛ زادهٔ ۷ دسامبر ۱۹۴۸) دوچرخه‌سوار اهل اسپانیا است. وی در مسابقات جیرو دیتالیا شرکت کرده است.